# Бодљокошци
Бодљокошци (Echinodermata) су животиње које живе искључиво у морској води већином на дну, где се крећу пузањем или су заривени у подлогу, а има и сесилних врста. То су једине животиње са целомом које су радијално симетричне на одраслом ступњу. Ларва им је, међутим, билатерално симетрична. Скелет је мезодермалног порекла, док је код осталих бескичмењака ектодермалног порекла. Скелет се налази испод епидермиса у виду чврстих плоча које код неких бодљокожаца могу да срасту у чврст оклоп (морски јежеви), док су код других међусобно спојене мишићима. На скелетним плочама се формирају квржице и бодље, а код неких бодљокожаца (морске звезде и јежеви) се бодље могу завршавати клештолико (педицеларије) и тиме добити улогу у чишћењу оклопа, исхрани или се чак на њима могу налазити отровне жлезде.
Нису сегментисани и немају главени регион, већ се на њиховом телу разликују две површине:
- орална, у чијем се центру налази усни отвор и
- аборална, на којој се налази анални отвор.

Целом је код одраслих бодљокожаца диференциран у неколико одвојених делова, од којих је један карактеристичан само за бодљокошце и назива се амбулакрални систем. То је водено – васкуларни систем, односно систем канала, цевчица и мешкова који су испуњени течношћу. Та течност је под притиском и када притисак опадне, морска вода улази у амбулакрални систем. Од канала овог система, кроз нарочите поре на површини тела излазе цевасти израштаји или амбулакралне ножице, помоћу којих се бодљокошци крећу.
Крвни лакунарни систем се састоји од система прстена и канала. Крвна течност има функцију транспорта хранљивих материја, али не и кисеоника као што је то код већине осталих животиња.
Респирацију обављају:
- кожним шкргама
- воденим плућима (израштаји на задњем цреву који се пуне и празне водом);
- преко целе површине тела.

Екскреција се обавља целом површином тела, а нарочито преко зидова шкрга и црева, јер немају посебне екскреторне органе.
Цревни систем се веома разликује код појединих група бодљокожаца. Црево може бити:
- кесасто,
- изувијано,
- код неких бодљокожаца нема задњег црева и аналног отвора.

Нервни систем је дифузно-врпчаст. Састоји се од три нервна прстена са којих полазе нервне врпце и нервних ћелија које су разбацане испод епидермиса. Чула су слабо развијена.
Бодљокошци су одвојених полова, а полни диморфизам није изражен.
Мушки од женских организама се споља не разликују, једино по боји полних жлијезда их можемо разликовати.
У равићу имају метаморфозу, ларвене ступњеве. Настаје ларва која слободно плива по води, затим касније пада на тло и метаморфозира се у адултни облик. Адултни облик је радијалног органског система.

## Класификација
Најважније класе у типу бодљокожаца су:
- морске звезде (Asteroidea)
- морски кринови (Crinoidea)
- морски јежеви (Echinoidea)
- морски краставци (Holothuroidea)
- морске змијуљице (Ophiuroidea)

## Галерија бодљокожаца
- Црвена морска звезда
- Морски јеж
- Морски крин
- Морски краставац
- Морска змијуљица